# Canta Horacio Guarany
Canta Horacio Guarany es el segundo álbum del cantautor argentino Horacio Guarany, publicado en 1958 por la discográfica Allegro.

## Lista de canciones
| N.º | Título                     | Duración |  |
| 1.  | «No sé por qué piensas tú» | 3:01     |  |
| 2.  | «Vidala de la copla»       | 2:40     |  |
| 3.  | «Carnavalito quebradeño»   | 2:11     |  |
| 4.  | «La litoreña»              | 3:06     |  |
| 5.  | «Guitarra de medianoche»   | 3:15     |  |
| 6.  | «Chacareando»              | 2:13     |  |
| 7.  | «Merceditas»               | 3:04     |  |
| 8.  | «La boliviana»             | 2:57     |  |